# Magna Carta-bonaden
Magna Carta-bonaden är ett broderi som skapats av den brittiska installationskonstnären Cornelia Parker. Det är ett broderi med hela artikeln om Magna Carta på engelskspråkiga Wikipedia den 14 juni 2014, 799-årsdagen av undertecknandet.
Den handbroderade bonaden, som färdigställdes 2015, är 1,5 meter på bredden och 13 meter på höjden. Den är gjord på beställning av Ruskin School of Art vid University of Oxford i samarbete med British Library,, efter en konstverkstävling 2014. 
Cornelia Parker använde en skärmbild av artikeln om Magna Carta på engelskspråkiga Wikipedia, vilken överfördes i tryck på textil. I likhet med produktionssättet på Wikipedia utfördes därefter broderiet kollektivt av ett antal enskilda personer. Tygstycket delades i 87 delar och delarna broderades av 200 personer, som berörts av eller på annat sätt varit associerade med Magna Carta. Medlemmar i Embroiderers' Guild broderade bilderna, med minst en bild utvald för varje region i Storbritannien. Konstverket inlemmar en tefläck från en fånge och en blodfläck från journalisten Alan Rusbridger på The Guardian, vilken råkade sticka sig i ett finger när han sydde.
Magna Carta-bonaden förevisades på British Librarys 800-årsjubileumsutställning om Magna Carta från maj 2015.

## Tillkomst

Magna Carta-bonaden i sin helhet

Cornelia Parker bjöd in omkring 200 personer för att brodera delar av verket, bland andra fängslade, medborgarrättskämpar, parlamentariker, advokater och konstnärer. En stor del av arbetet utfördes av 36 fångar från tretton olika fängelser i England, under överinseende av organisationen Fine Cell Work. Av professionella konsthantverkare deltog, förutom medlemmar i Embroiderers' Guild, elever vid Royal School of Needlework i London samt hantverksföretaget Hand & Lock.
De yngsta bidragsgivarna var sex studerande vid La Retraite Roman Catholic Girls' School i London.

### Medverkande konsthantverkare i urval
- Julian Assange – "freedom"[3]
- Mary Beard
- Shami Chakrabarti, brittisk akademiker (född 1969) – "Charter of Liberties"[5]
- Kenneth Clarke
- Jarvis Cocker – "common people"[3]
- Brian Eno – "in perpetuity"[3]
- Anthea Godfrey, Embroiderers' Guild – bild av påven Innocentius III[3]
- Antony Gormley
- Germaine Greer
- Igor Judge, domare (född 1941) och Judith Judge – "Habeas Corpus"[5]
- Doreen Lawrence, brittisk medborgarrättsaktivist (född 1952) – "justice", "denial" och "delay"[5]
- Caroline Lucas
- Eliza Manningham-Buller, tidigare chef för MI5 (född 1948) – "freedom"[5]
- Caitlin Moran
- Cornelia Parker – "prerogative"[3]
- Janet Payne (Embroiderers' Guild) – bild av kung John av England när han undertecknar Magna Carta[6]
- Philip Pullman – "Oxford"[3]
- Alan Rusbridger, tidigare chefredaktör på The Guardian (född 1953) – "contemporary political relevance"[3]
- Edward Snowden – "liberty"[3]
- Clive Stafford Smith, brittisk försvarsadvokat (född 1959), som broderade sitt bidrag vid ett besök hos en klient på Guantanamo Bay detention camp[3]
- Peter Tatchell, brittisk medborgarrättsaktivist (född 1952) – "democracy" (tillsammans med Cornelia Parker)[3]
- Jimmy Wales – "user's manual"[5]
- Sayeeda Warsi – "freedom"[5]
- Shirley Williams, brittisk politiker (född 1930)
- Studerande vid La Retraite Roman Catholic Girls' School – "Salisbury Cathedral", "Durham Cathedral", "South Africa" och "Australia"[4]